# أرقام المايا
أرقام المايا (بالإنجليزية: Mayan Numeral)‏ هو نظام عد عشريني خاص بشعب المايا استخدم من قبل حضارة العصر قبل كولومبي .

هناك ثلاث رموز فقط استخدمت للحساب وهي على الترتيب: الصفر (ويرمز له بشكل صدفة مصفحة)، الواحد (ويرمز له بنقطة)، الخمسة (ويرمز له بخط أفقي) . استخدام هذه الرموز هو بدائي تماماً، فمثلاً الرقم [14] يرمز له بأربع نقاط متتابعة وخطّين أفقيين أسفلها .
هناك أيضاً ثلاث خانات فقط للحساب تكتب عمودياً وهي مرتبة من الأعلى: خانة الأربع مئات، خانة العشريات، خانة الآحاد .

## طريقة الحساب

نموذج للعشرين رقماً الأولى في نظام أرقام شعب المايا.

يُقسّم الرقم المراد تمثيله إلى أقل عدد ممكن من الوحدات (مثلاً الرقم 10 يتكون من جمع 5 + 5 وبالتالي يكتب على شكل خطين أفقيين في خانة الآحاد) . أما الأرقام الأكبر من 20 والأصغر من 400 فتمثل بأكبر عدد ممكن من مضاعفات العشرين والباقي هو من مضاعفات الواحد (مثلاً الرقم 65 يتكون من جمع 20 + 20 + 20 بالإضافة إلى 5 واحدة، بالتالي ينتج لدينا 3 نقاط في خانة العشرينات وخط أفقي في خانة الآحاد) . أما الأرقام الأكبر من 400 فتكتب بأكبر عدد من مضاعفات الأربع مئة زائداً أكبر عدد من مضاعفات العشرين والواحد (مثلاً الرقم 910 يتكون من جمع 400 + 400 بالإضافة إلى جمع خمس عشرينات و 5 + 5، بالتالي يكتب الرقم بنقطتين في خانة الأربع مئات، خط أفقي يمثل الخمسة في خانة العشرينات وخطان أفقيان يمثلان العشرة في خانة الآحاد) .
| الأربع مئات     |    |     | ●●  |
| العشرينات       |    | ●●● | ▬   |
| الآحاد          | ●● | ▬   | ═   |
| الأرقام العربية | 10 | 65  | 910 |

## العمليات الحسابية

رمز الصفر لدى المايا الذي يقال أنه ابتكر في عام 36 قبل الميلاد.

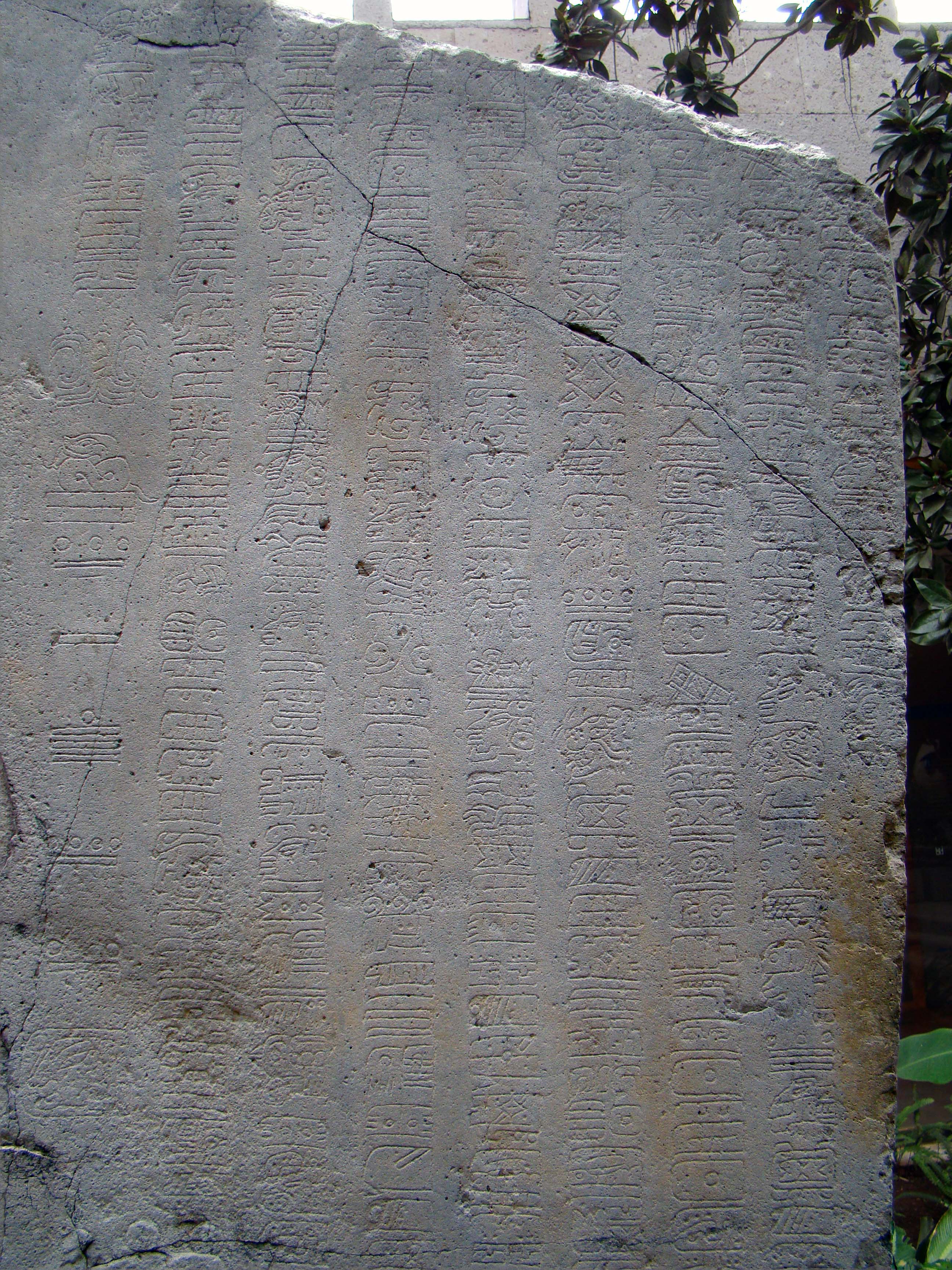
نقوش على حجر أثري تتضمن استخدام أرقام المايا في العمود الأيسر لكتابة تاريخ عام 156 بعد الميلاد.

اقتصر استخدام المايا للأرقام في عمليات الجمع والطرح وهي عموماً سهلة الاستخدام .

مثال ذلك هو جمع الرقمين (13 = 8 + 5) :

وكذلك أيضاً طرح الرقمين (8 = 5 - 13) :

إذا زاد ناتج الجمع عن 4 نقاط فيعوض بخط أفقي عن كل 5 نقاط، وما دون ذلك فيكتب عدده نقطاً متجاورة وذلك في خانة الآحاد . أما لو زاد عدد الخطوط في خانة الآحاد عن 3 فيعوض عن كل 4 خطوط بنقطة واحدة في خانة العشرينات . أما الحالة الأخيرة فإذا زاد عدد الخطوط في خانة العشرينات عن 3 خطوط فيعوض عن كل 4 خطوط بنقطة واحدة في خانة الأربع مئات، وهكذا دواليك .

## الصفر
تعد حضارة قبائل المايا المكسيكية من أكثر الحضارات الأمريكية تطوّرا في حقبتها . وقد اكتشفت هذه القبائل مفهوم الصّفر وطريقة استعماله، على الأقل بألفي سنة قبل أن تعرفه أوروبا ، فرسمته على شكل صدفة أو حلزون. أما علاقة الصّفر بالصّدفة، فهي تربط أيضا بالحياة الجنينية . وفي الفن ، يرسم الصّفر لدى قبائل المايا، على شكل حلزوني، فيرمز إلى اللامتناهي المفتوح على المتناهي المغلق .

## تقويم المايا
نظام عد المايا يختلف قليلاً عند استخدامه في التقويم، فهو إضافة إلى استخدامه لصورٍ ورسومٍ خاصةً بدلاً من الرموز الآنف ذكرها، فالخانة الكبرى في التقويم هي الثلاث مئة وستين بدلاً من الأربع مئة . يرجع ذلك إلى أن أن شعب المايا كان يعتقد أن في السنة 360 يوماً وبالتالي بنوا تقويمهم على ذلك (وقيل بأن شعب المايا قد قدّر بكل دقّة عدد الأيام في كل عامٍ بمقدار 365.2422 يوماً، وفي ذلك شكّ) .